# 五ヶ瀬町
五ヶ瀬町（ごかせちょう）は、宮崎県の北西部に位置する町。西臼杵郡に属しており、広くは延岡都市圏域に属する。

## 地理
宮崎県の北西部、九州山地の中央部に位置し、町域北部から北西部～西部～西南部にわたって熊本県と接する。全体的に標高が高く、町の中心部にあたる北部の丘陵地でも500m以上で、町域南部は標高1,000mを超える山地である。
県庁所在地の宮崎市まで車で約2時間30分かかるのに対し、熊本市までは約1時間半で到達できる位置関係にあることから熊本県との関係は密接で、非日常的な買い物などは熊本市の繁華街や熊本都市圏近郊のショッピングモールに向かう傾向がある。また、町内に五ヶ瀬ハイランドスキー場があることから、熊本県民も多数五ヶ瀬町を訪れている。
※地籍調査の進捗率は70%。（2018年11月時点）
- 河川：五ヶ瀬川、三ヶ所川
- 山：向坂山・祇園山

### 気候
南国のイメージが強い宮崎県でありながら、高い標高のため気候は冷涼で、町内鞍岡アメダスの年平均気温は12.9℃と、同じ500m台の標高をもつ長野県飯田市とほぼ同じ値となっている。夏は涼しく、8月の日平均気温は青森市（23.5℃）とほぼ同じ、平均最低気温は八戸市（19.5℃）とほぼ同じで、真夏日は28.6日、過去に猛暑日は4回しか観測されておらず、熱帯夜が観測されたことは一度もない。冬は比較的寒く、1月平均気温は仙台市（2.0℃）とほぼ同じである。強い寒気や南岸低気圧の影響で雪が積もり易く、20cm以上の大雪となることもあるが豪雪地帯ではない。町南西部の向坂山東方の尾根には日本最南端のスキー場が存在する。また、積雪や路面凍結を回避する目的で1970年より成人式（2022年以降は「はたちの集い」）は夏の8月16日に実施されている。
- 真夏日日数　28.6日
- 真冬日日数　2.4日
- 過去最高気温　35.6℃ （2020年8月19日、2024年8月3日）
- 過去最低気温　-12.9℃（1983年2月21日）

| 鞍岡（五ヶ瀬町）(1991-2020)の気候 | 鞍岡（五ヶ瀬町）(1991-2020)の気候 | 鞍岡（五ヶ瀬町）(1991-2020)の気候 | 鞍岡（五ヶ瀬町）(1991-2020)の気候 | 鞍岡（五ヶ瀬町）(1991-2020)の気候 | 鞍岡（五ヶ瀬町）(1991-2020)の気候 | 鞍岡（五ヶ瀬町）(1991-2020)の気候 | 鞍岡（五ヶ瀬町）(1991-2020)の気候 | 鞍岡（五ヶ瀬町）(1991-2020)の気候 | 鞍岡（五ヶ瀬町）(1991-2020)の気候 | 鞍岡（五ヶ瀬町）(1991-2020)の気候 | 鞍岡（五ヶ瀬町）(1991-2020)の気候 | 鞍岡（五ヶ瀬町）(1991-2020)の気候 | 鞍岡（五ヶ瀬町）(1991-2020)の気候 |
| 月                                | 1月                               | 2月                               | 3月                               | 4月                               | 5月                               | 6月                               | 7月                               | 8月                               | 9月                               | 10月                              | 11月                              | 12月                              | 年                                |
| --------------------------------- | --------------------------------- | --------------------------------- | --------------------------------- | --------------------------------- | --------------------------------- | --------------------------------- | --------------------------------- | --------------------------------- | --------------------------------- | --------------------------------- | --------------------------------- | --------------------------------- | --------------------------------- |
| 最高気温記録 °C （°F）            | 19.2 (66.6)                       | 21.6 (70.9)                       | 26.2 (79.2)                       | 27.8 (82)                         | 31.3 (88.3)                       | 33.5 (92.3)                       | 34.8 (94.6)                       | 35.6 (96.1)                       | 32.8 (91)                         | 29.9 (85.8)                       | 27.0 (80.6)                       | 21.5 (70.7)                       | 35.6 (96.1)                       |
| 平均最高気温 °C （°F）            | 7.0 (44.6)                        | 8.9 (48)                          | 12.9 (55.2)                       | 18.2 (64.8)                       | 22.6 (72.7)                       | 24.8 (76.6)                       | 28.5 (83.3)                       | 29.2 (84.6)                       | 25.9 (78.6)                       | 21.0 (69.8)                       | 15.4 (59.7)                       | 9.4 (48.9)                        | 18.7 (65.7)                       |
| 日平均気温 °C （°F）              | 1.8 (35.2)                        | 3.3 (37.9)                        | 6.8 (44.2)                        | 11.8 (53.2)                       | 16.4 (61.5)                       | 19.8 (67.6)                       | 23.2 (73.8)                       | 23.6 (74.5)                       | 20.4 (68.7)                       | 14.9 (58.8)                       | 9.3 (48.7)                        | 3.8 (38.8)                        | 12.9 (55.2)                       |
| 平均最低気温 °C （°F）            | −2.4 (27.7)                       | −1.6 (29.1)                       | 1.4 (34.5)                        | 5.9 (42.6)                        | 10.9 (51.6)                       | 15.7 (60.3)                       | 19.2 (66.6)                       | 19.6 (67.3)                       | 16.2 (61.2)                       | 10.1 (50.2)                       | 4.4 (39.9)                        | −0.8 (30.6)                       | 8.2 (46.8)                        |
| 最低気温記録 °C （°F）            | −12.1 (10.2)                      | −12.9 (8.8)                       | −9.8 (14.4)                       | −3.7 (25.3)                       | 1.6 (34.9)                        | 6.1 (43)                          | 10.7 (51.3)                       | 11.6 (52.9)                       | 4.4 (39.9)                        | −1.2 (29.8)                       | −5.3 (22.5)                       | −10.2 (13.6)                      | −12.9 (8.8)                       |
| 降水量 mm （inch）                | 87.0 (3.425)                      | 100.9 (3.972)                     | 136.4 (5.37)                      | 132.6 (5.22)                      | 160.6 (6.323)                     | 436.3 (17.177)                    | 411.4 (16.197)                    | 333.0 (13.11)                     | 332.9 (13.106)                    | 132.4 (5.213)                     | 91.9 (3.618)                      | 93.8 (3.693)                      | 2,449 (96.417)                    |
| 平均降水日数 （≥1.0 mm）          | 10.0                              | 10.2                              | 12.5                              | 11.5                              | 10.6                              | 15.9                              | 14.8                              | 14.0                              | 11.9                              | 8.4                               | 8.8                               | 9.5                               | 138.2                             |
| 平均月間日照時間                  | 106.9                             | 116.1                             | 150.1                             | 176.4                             | 182.3                             | 118.1                             | 142.7                             | 151.2                             | 121.8                             | 149.2                             | 123.3                             | 114.2                             | 1,664.3                           |
| 出典：気象庁                      |                                   |                                   |                                   |                                   |                                   |                                   |                                   |                                   |                                   |                                   |                                   |                                   |                                   |

### 隣接する自治体
- 西臼杵郡：高千穂町
- 東臼杵郡：諸塚村、椎葉村
- 熊本県上益城郡：山都町

### 地名
- 鞍岡（旧鞍岡村）
- 桑野内（旧三ヶ所村）
- 三ヶ所（旧三ヶ所村）

## 歴史

### 近現代

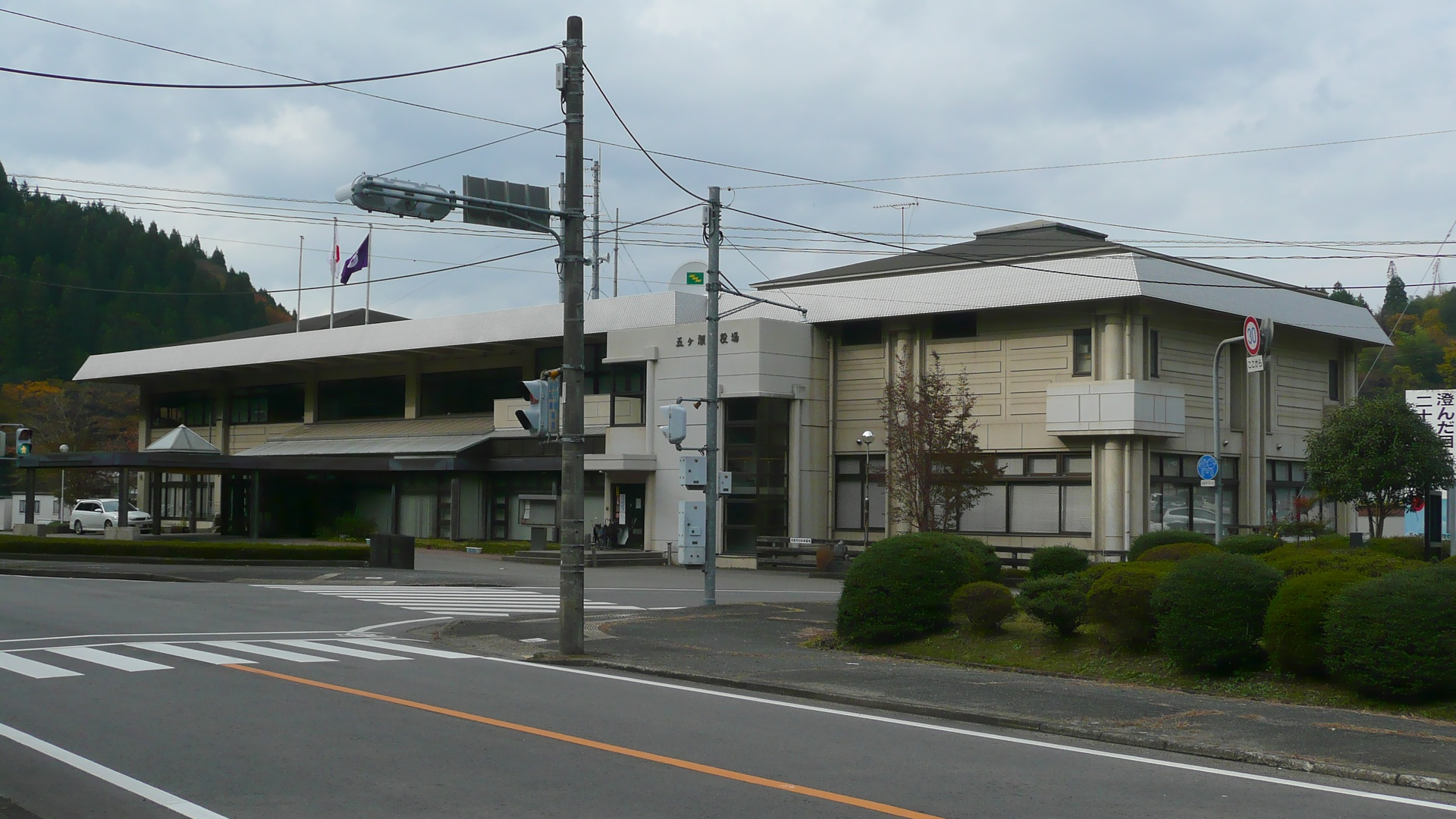
1972年5月から2021年9月までの五ヶ瀬町役場本庁舎（2009年撮影）

- 1956年8月1日 - 鞍岡村・三ヶ所村が対等合併し町制施行。五ヶ瀬町が発足。当時の役場所在地は大字三ヶ所10693番地の1（現在の五ヶ瀬町町民センターの場所）[5]。
- 1972年 - 2代目の五ヶ瀬町役場庁舎を現在地に建設、同年5月8日より業務開始[6][7]。
- 2015年12月 - 周辺町村と一体となった高千穂郷・椎葉山地域が、国際連合食糧農業機関から世界農業遺産に認定される[8]。
- 2021年9月 - 3代目の五ヶ瀬町役場庁舎が完成、同月28日より新庁舎での業務を開始[7]。

## 町政
- 町長：小迫幸弘（1期）
- 前町長：原田俊平（2期）
- 前々町長：飯干辰己（3期）

## 国政・県政

### 国政
衆議院小選挙区選挙では宮崎2区（延岡・日向・西都・児湯郡・西臼杵郡・東臼杵郡）に属する。近年選出の議員は以下のとおり。
- 2017年10月（第48回衆議院議員総選挙）
  - 江藤拓（自民）

### 宮崎県議会
本町と高千穂町、日之影町で選挙区をなす。定数は1人。近年選出の議員は以下のとおり。
- 2007年4月
  - 緒嶋雅晃（自民）

## 地域

### 人口
| |                                          |  |
| 五ヶ瀬町と全国の年齢別人口分布（2005年） | 五ヶ瀬町の年齢・男女別人口分布（2005年） |  |
| ■紫色 ― 五ヶ瀬町 ■緑色 ― 日本全国 | ■青色 ― 男性 ■赤色 ― 女性                |  |
| 五ヶ瀬町（に相当する地域）の人口の推移 \| 1970年（昭和45年） \| 7,104人 \| \| \| 1975年（昭和50年） \| 6,347人 \| \| \| 1980年（昭和55年） \| 6,034人 \| \| \| 1985年（昭和60年） \| 5,808人 \| \| \| 1990年（平成2年） \| 5,392人 \| \| \| 1995年（平成7年） \| 5,265人 \| \| \| 2000年（平成12年） \| 5,079人 \| \| \| 2005年（平成17年） \| 4,812人 \| \| \| 2010年（平成22年） \| 4,427人 \| \| \| 2015年（平成27年） \| 3,887人 \| \| \| 2020年（令和2年） \| 3,472人 \| \| |                                          |  |
| 総務省統計局 国勢調査より |                                          |  |
| 1970年（昭和45年） | 7,104人                                  |  |
| 1975年（昭和50年） | 6,347人                                  |  |
| 1980年（昭和55年） | 6,034人                                  |  |
| 1985年（昭和60年） | 5,808人                                  |  |
| 1990年（平成2年） | 5,392人                                  |  |
| 1995年（平成7年） | 5,265人                                  |  |
| 2000年（平成12年） | 5,079人                                  |  |
| 2005年（平成17年） | 4,812人                                  |  |
| 2010年（平成22年） | 4,427人                                  |  |
| 2015年（平成27年） | 3,887人                                  |  |
| 2020年（令和2年） | 3,472人                                  |  |

### 教育

#### 中等教育学校

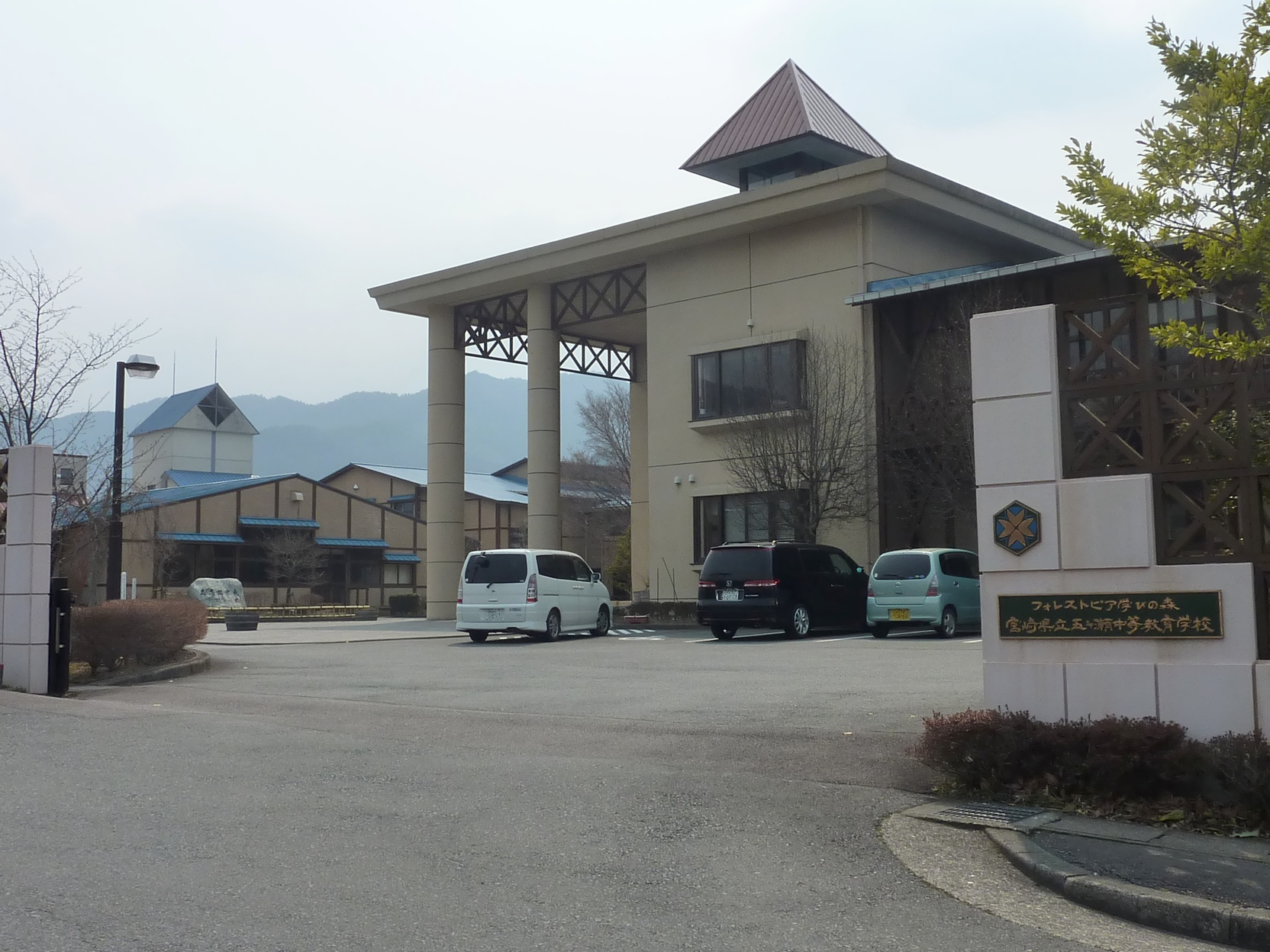
五ヶ瀬中等教育学校

- 宮崎県立五ヶ瀬中等教育学校（日本初の中等教育学校）

#### 中学校
町立
- 五ヶ瀬中学校

#### 小学校
町立
- 鞍岡小学校
- 三ヶ所小学校　ホームページ
- 坂本小学校
- 上組小学校

## 交通

### 空港
- 最寄り空港は阿蘇くまもと空港。（熊本県）

### 鉄道
- 町内を走る鉄道路線はない。最寄り駅は南阿蘇鉄道の高森駅。JRの場合は豊肥本線の立野駅（熊本県南阿蘇村）。

### バス
- 一般路線（宮崎交通）：高千穂町 - 五ヶ瀬町
- 特急「あそ号・たかちほ号」：熊本市 - 熊本空港 - 南阿蘇村 - 高森町 - 山都町 - 五ヶ瀬町（町役場前） - 高千穂町 - 日之影町 - 延岡市
- 高速「ごかせ号」：福岡市 - 基山PA - 久留米IC - 八女IC - 山都町 - 五ヶ瀬町（町役場前）
- 五ヶ瀬町コミュニティバス

### 道路
高速道路
五ヶ瀬町は九州中央自動車道の計画ルート上にあるものの、2018年4月現在では町内に供用区間が存在しない。高千穂町方面については国道218号五ヶ瀬高千穂道路（九州中央自動車道に並行する一般国道自動車専用道路）として建設中である。熊本県山都町方面については2019年度末に国道218号蘇陽五ヶ瀬道路として事業化が決まったが、山都町のうち旧清和村方面は、依然として基本計画区間のままになっている。
2018年4月現在、最寄りICは九州中央自動車道山都中島西IC、東九州自動車道延岡ICなど。
- E77 九州中央自動車道（蘇陽五ヶ瀬道路・五ヶ瀬高千穂道路）　
  - 【熊本県山都町】 - 五ヶ瀬西IC（建設中） - 五ヶ瀬東IC（建設中） - 【高千穂町】

国道・主要地方道
- 国道218号
- 国道265号
- 国道503号
- 宮崎県道8号竹田五ヶ瀬線

## 名所・旧跡・観光スポット・祭事・催事
- 三ヶ所神社
- 大阿蘇展望の里

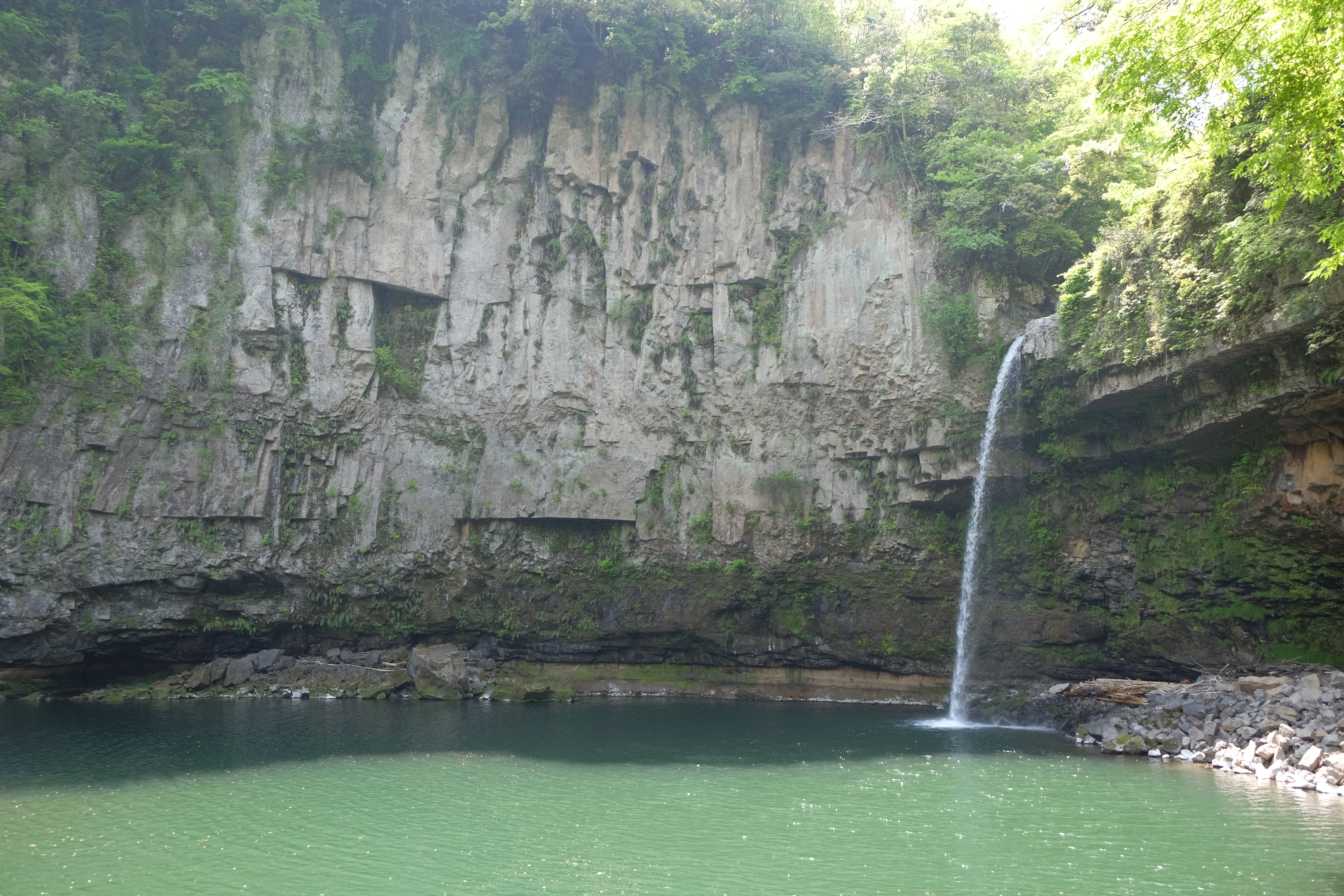
うのこの滝

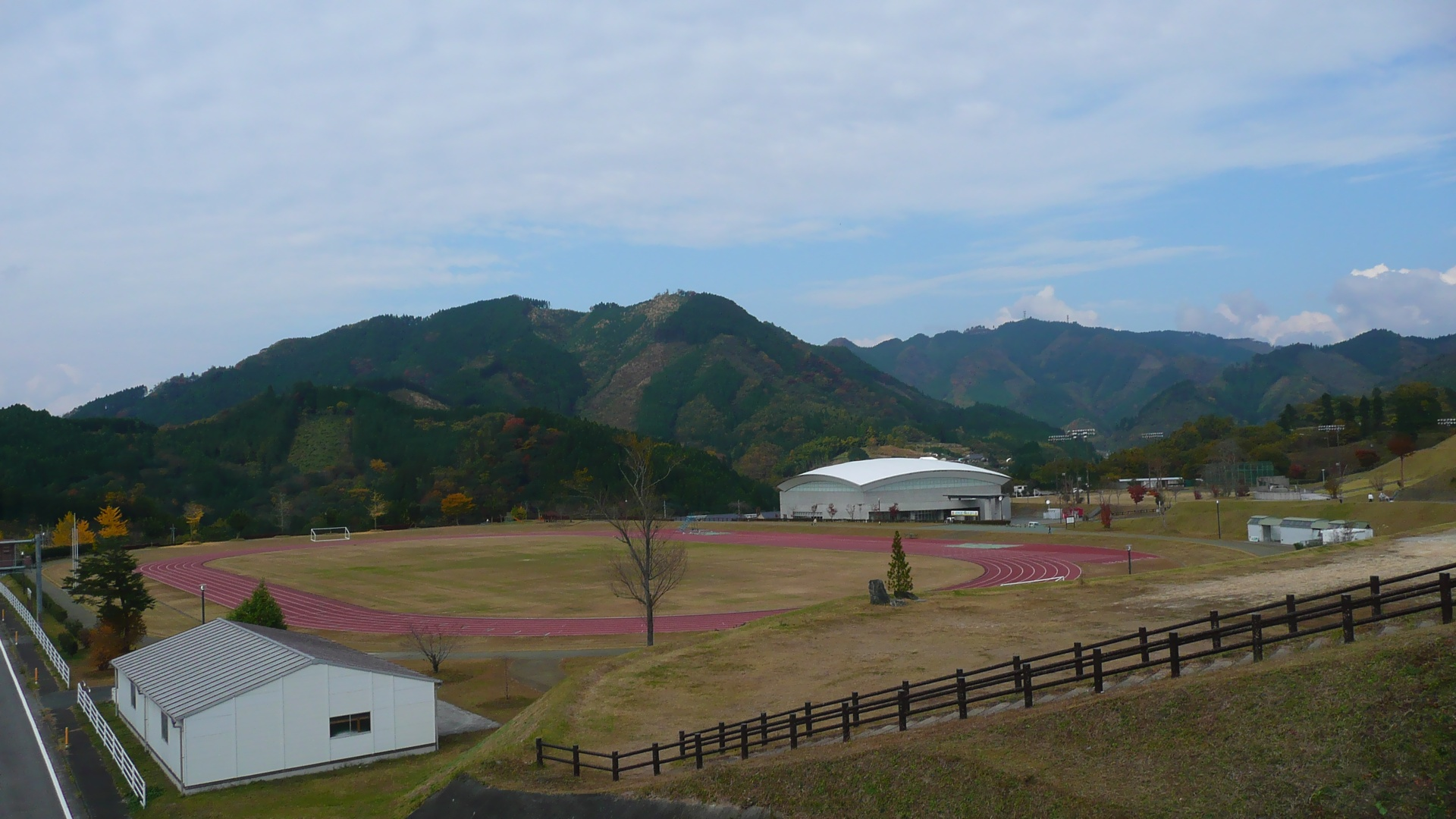
五ヶ瀬町総合公園G-パーク

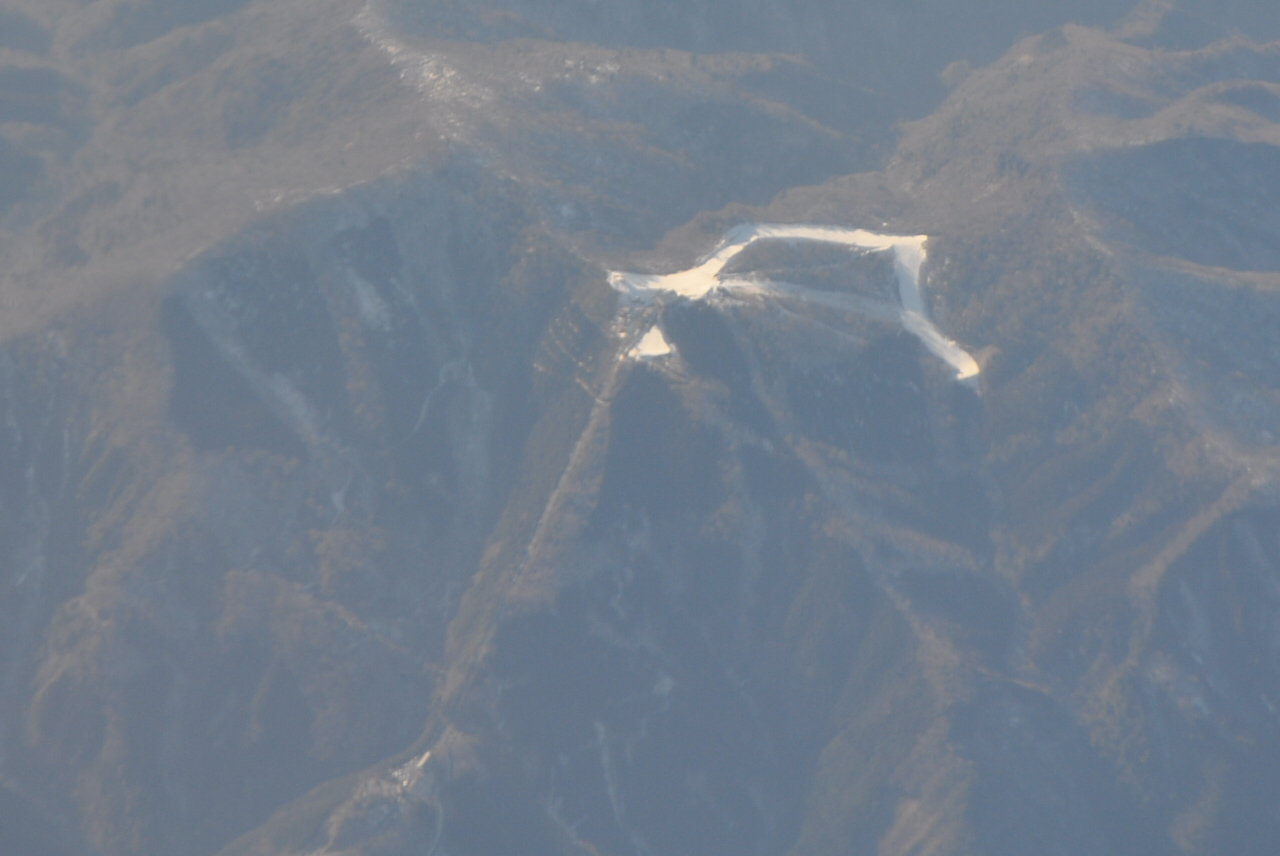
五ヶ瀬ハイランドスキー場（空撮）

- 五ヶ瀬ハイランドスキー場（日本最南端のスキー場）
- ごかせ温泉森の宿 木地屋
- 浄専寺のシダレザクラ
- 荒踊
- 藤田家住宅
- 五ヶ瀬ワイナリー
- 枡形山

高千穂や祖母・傾山系、阿蘇や南外輪山一帯（隣県・熊本県上益城郡山都町）の眺望が素晴らしい。
蘇陽峡が眼下に見ることが出来る。雲海も鑑賞可能。山頂部まで車で登れる。（冬季の降雪凍結期を除く）
- 烏岳（からすだけ）

旧小学校跡地のグラウンド側から登る林道がある。道は狭く離合箇所も殆ど無く軽トラでもやっと（4WDでないと厳しい）。舗装された下の道に停めて歩いて登ったほうが良い。見晴らしは素晴らしく、高千穂の国見ヶ丘を背後から眺めたようになる。枡形山同様に、高千穂や祖母・傾山系、阿蘇や南外輪山一帯を望める。隠れた名所。
- 白滝

スキー場に行く国道から少し入った山道にあり10台くらい停まれる駐車場も完備。紅葉の穴場で、秋の紅葉シーズンには県外からも人が訪れる隠れた名所。
- うのこ滝

２箇所から道があり、滝に行ける道は五ヶ瀬ワイナリーに通じる方の道であるが入り口の看板が小さくて分かり辛い。滝壺はかなり広く、遊歩道が整備されている。滝つぼ正面側から俯瞰する展望場所もあるが、こちらの道は滝には通じていない。
同音の滝がお隣・熊本県山都町にある。（こちらは鵜の子滝と漢字で書かれることが多い）

### 特産品
- 山菜
- ヤマメ
- バーバクラブのかりんとう